# Aspidogyne sumacoensis
Aspidogyne sumacoensis är en orkidéart som beskrevs av Paul Ormerod. Aspidogyne sumacoensis ingår i släktet Aspidogyne och familjen orkidéer.
Artens utbredningsområde är Ecuador. Inga underarter finns listade i Catalogue of Life.